# Natalfrankolin
Natalfrankolin (latin: Pternistis natalensis) er en fasanfugl, der lever i det sydøstlige Afrika.